# Max Chilton
Max Alexander Chilton (Reigate, 21 de abril de 1991) é um piloto britânico.
Entre 2010 e 2012, disputou a GP2 Series, tendo, como melhor posição final em um campeonato, um 4º lugar na temporada 2012. Foi piloto titular da equipe Marussia de Fórmula 1 nas temporadas 2013 e 2014. É também o atual detentor do tempo recorde da famosa subida cronometrada Goodwood hillclimb shootout do Festival de Velocidade de Goodwood, desde de 2022.

## Resultados nas corridas da F1
Legenda: (Corridas em negrito indicam pole position); (Corridas em itálico indicam volta mais rápida)
| Temporada | Equipe   | Chassis       | Motor              | 1      | 2      | 3      | 4      | 5      | 6      | 7       | 8      | 9      | 10     | 11     | 12     | 13      | 14     | 15     | 16      | 17     | 18     | 19     | Class. | Pontos |
| --------- | -------- | ------------- | ------------------ | ------ | ------ | ------ | ------ | ------ | ------ | ------- | ------ | ------ | ------ | ------ | ------ | ------- | ------ | ------ | ------- | ------ | ------ | ------ | ------ | ------ |
| 2013      | Marussia | Marussia MR02 | Cosworth CA2013 V8 | AUS 17 | MAL 16 | CHN 17 | BHR 20 | ESP 19 | MON 14 | CAN 19  | GBR 17 | ALE 19 | HUN 17 | BEL 19 | ITA 20 | SIN 17  | JAP 17 | COR 19 | IND 17  | EAU 21 | EUA 21 | BRA 19 | 22º    | 0      |
| 2014      | Marussia | Marussia MR03 | Ferrari 059/3      | AUS 13 | MAL 15 | BHR 13 | CHN 19 | ESP 19 | MON 14 | CAN Ret | AUT 17 | GBR 16 | ALE 17 | HUN 16 | BEL 16 | ITA Ret | SIN 17 | JAP 18 | RUS Ret | EUA    | BRA    | EAU    | -      | 0      |